# Fronteira África do Sul–Botswana
A fronteira entre a África do Sul e Botswana é a linha contínua que limita os territórios da África do Sul e de Botsuana. A fronteira, de oeste para leste, inicia na tríplice fronteira África do Sul-Botswana-Namíbia, seguindo na parte final ao longo do rio Limpopo e indo até outra tríplice fronteira, África do Sul-Botswana-Zimbabwe. Gaborone, a capital de Botswana está situada perto desta fronteira.

## Postos fronteiriços
Há 16 postos fronteiriços entre os dois países, dos quais quatro abertos ao tráfego comercial. Entre estes 4 postos  principais, 3 marcam a extremidade de rotas nacionais sul-africanas (a N18 em Ramatlabama, a N4 em Skilpadshek e a N11 em Grobler's Bridge). Entre Twee Rivieren e a tríplice fronteira com a Namíbia, a fronteira está no meio do parque transfronteiriço Kgalagadi. As formalidades alfandegárias são efetuadas nas entradas e saídas do parque e não na fronteira propriamente dita, e um viajante pode passar livremente e sem passaporte a fronteira desde que não saia do parque.

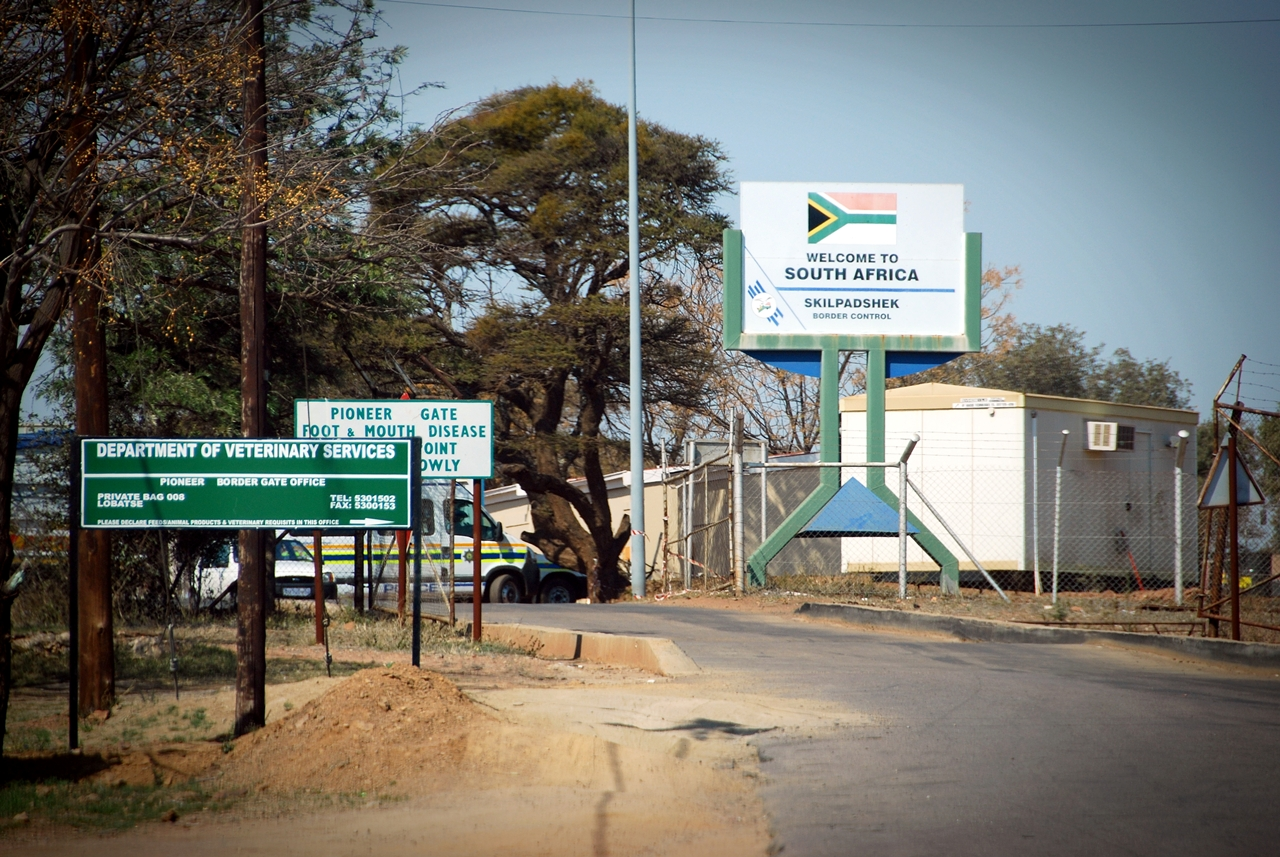
Skilpadshek/Pioneer portão de fronteira

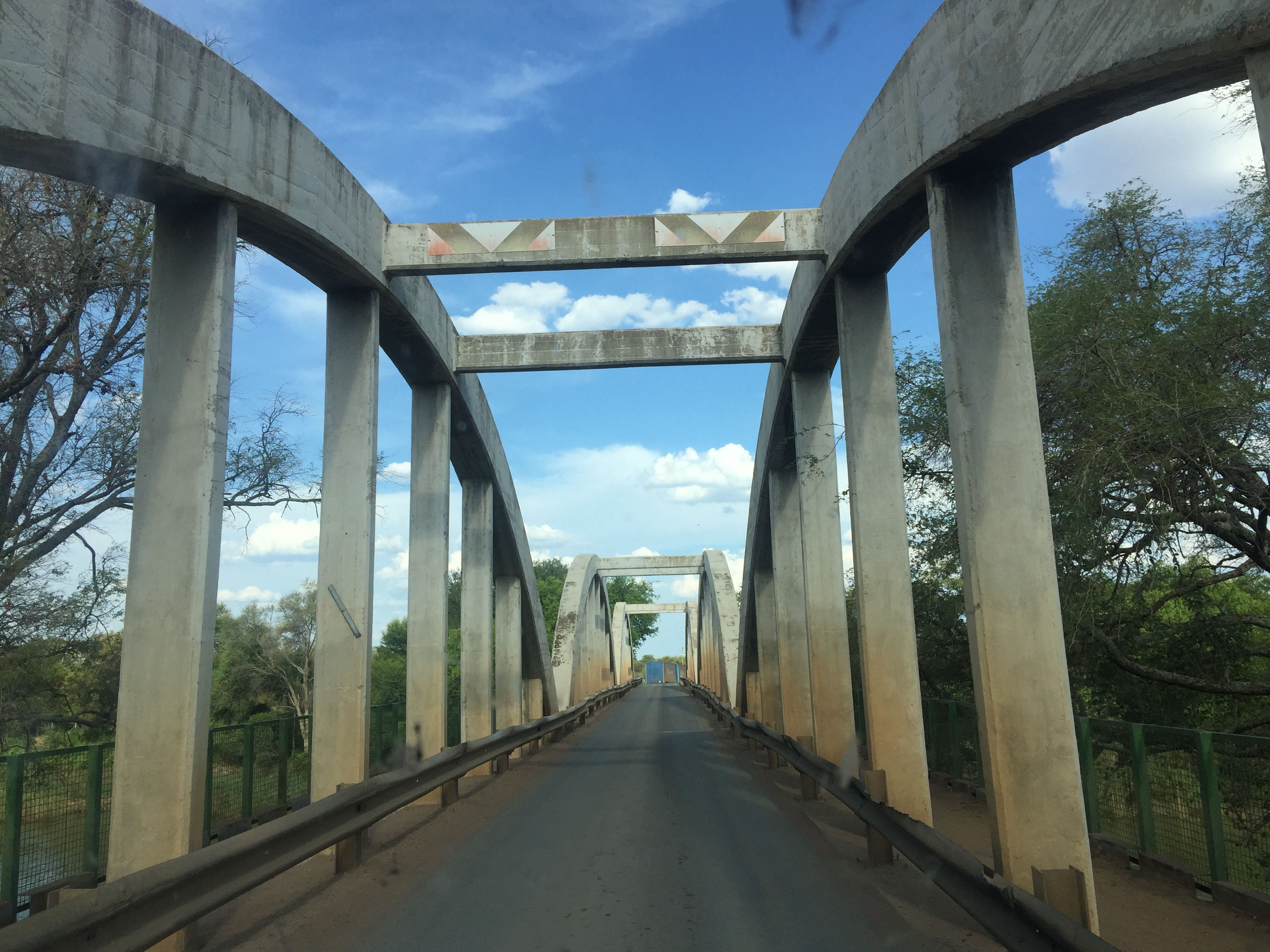
cruzar em Martin's Drift